# مارکو سائو
مارکو سائو (انگلیسی: Marco Sau؛ زادهٔ ۳ نوامبر ۱۹۸۷) بازیکن فوتبال اهل ایتالیا است.
از باشگاه‌هایی که در آن بازی کرده‌است می‌توان به باشگاه فوتبال کالیاری، باشگاه فوتبال فوجا، و باشگاه فوتبال یووه استابیا اشاره کرد.
وی همچنین در تیم ملی فوتبال ایتالیا بازی کرده‌است.